# Gogolina
Gogolina – dawna wieś w Polsce, w województwie wielkopolskim, w powiecie konińskim, w gminie Wilczyn.
1 stycznia 2024 nazwa miejscowości została zniesiona, jednocześnie jej dotychczasowe części zmieniono we wsie.
| SIMC    | Nazwa            | Rodzaj    |
| ------- | ---------------- | --------- |
| 0300073 | Gogolina Nowa    | część wsi |
| 0300080 | Gogolina Stara   | część wsi |
| 0300067 | Gogolina-Parcele | część wsi |

W latach 1975–1998 wieś administracyjnie należała do województwa konińskiego.